# 1874
Évszázadok: 18. század – 19. század – 20. század
Évtizedek: 1820-as évek – 1830-as évek – 1840-es évek – 1850-es évek – 1860-as évek – 1870-es évek – 1880-as évek – 1890-es évek – 1900-as évek – 1910-es évek – 1920-as évek
Évek: 1869 – 1870 – 1871 – 1872 –  1873 – 1874 – 1875 – 1876 – 1877 – 1878 – 1879

## Események

### Határozott dátumú események
- január 3. – Spanyolországban katonai diktatúra létesül.
- március 15. – Annamban francia protektorátus jön létre.
- március 21. – Bittó István alakít kormányt.
- augusztus 31. – Déchy Mór földrajztudós az első magyar hegymászóként feljut a Tátra legmagasabb pontjára, a Gerlachfalvi-csúcsra.[1]
- október 9. – Megalakul az Egyetemes Postaegyesület (UPU).
- október 17. (Julián naptár szerint október 5.) – A podgoricai mészárlás során húsz embert gyilkolnak meg, bosszúból Jusa Mučin(wd) megöléséért.[2]
- december 29. – A cortes felajánlja a spanyol koronát a trónfosztott II. Izabella királynő fiának, XII. Alfonznak.[3]

### Határozatlan dátumú események
- az év folyamán –
  - Oroszországban általános hadkötelezettséget vezetnek be.[4]
  - Japán – első tengerentúli expedíciója során – megszállja Tajvant.[5]

## Az év témái

### 1874 sporteseményei
- Montreálban a Harvardi Egyetem és a McGill Egyetem csapatai lejátsszák az első harvardi szabályok szerinti amerikaifutball-mérkőzést.
- március 17. –  Megszületik Kincsem.[6]

### 1874 a tudományban
- Georg Cantor német matematikus megalkotja a végtelen halmazok elméletét.[7]
- Megkezdődik a Remington-írógépek sorozatgyártása.[8]
- Karl Ferdinand Braun feltalálja a kristálydetektort.
- A francia Émile Baudot megtervezi a nagy sebességű távírórendszert.

### 1874 a zenében
- Richard Wagner először alkalmaz zenekari árkot.[8]
- Budapesten megjelenik  az első cimbalomiskola, amelyet Allaga Géza írt.

## Születések
- január 5. – Joseph Erlanger amerikai fiziológus († 1965)
- január 24. – Olga Milles(wd) osztrák-svéd festő, éremművész († 1967)
- január 25. – William Somerset Maugham angol író († 1965)
- február 2. – Szakovics József, a magyarországi szlovének nyelvének ápolója és védője († 1930)
- február 10. – Ajkay Zoltán, a honvéd orvosi tisztikar főnöke († 1957)
- február 15. – Ernest Shackleton brit felfedező, Antarktisz-kutató († 1922)
- március 9. – Lovik Károly magyar író, újságíró († 1915)
- március 10. – Rózsa Miklós magyar újságíró, művészeti író és művészettörténész († 1945)
- március 15. – Kenéz Béla statisztikus, közgazdász, az MTA tagja, 1931–1932-ben kereskedelemügyi miniszter († 1946)
- március 17.
  - Avgusztin Volosin kárpátaljai ruszin görögkatolikus pap, politikus, Kárpát-Ukrajna miniszterelnöke († 1945)
  - Kincsem, az 54 versenyében veretlen Magyar tenyésztésű versenyló († 1887)
- március 24.
  - Adorján Jenő hegedűművész, zeneszerző († 1903)
  - Harry Houdini (Weisz Erik) magyar származású mágus és szabadulóművész († 1926)
- március 26.
  - Robert Frost négyszeres Pulitzer-díjas amerikai költő († 1963)
  - Mihalik Gyula iparművészeti író, festő († 1935)
- április 25. – Guglielmo Marconi olasz feltaláló († 1937)
- április 28. – Gyalókay Jenő katonatiszt, hadtörténész, az MTA tagja († 1945)
- május 10. – Szemere Béla sebész, főorvos, országgyűlési képviselő († 1948)
- június 2. – Harrer Ferenc várospolitikus, miniszter, jogász († 1969)
- június 15. – Böckh Hugó geológus († 1931)
- június 21. – Kempelen Béla családtörténeti író, heraldikus († 1952)
- július 14. – Szabó Iván magyar ügyvéd, bankigazgató, kormányfőtanácsos, felsőházi tag († 1953)
- július 26. – Szergej Alekszandrovics Kuszevickij orosz-amerikai nagybőgős és karmester († 1951)
- július 28.
  - Alice Duer Miller(wd) amerikai költő († 1942)
  - Huszár Mihály magyar katolikus esperes-plébános, országgyűlési képviselő († 1941)
- augusztus 27. – Carl Bosch Nobel-díjas német kémikus († 1940)
- augusztus 30. – Bárczay Ferenc magyar földbirtokos, huszárhadnagy, országgyűlési képviselő († 1954)
- szeptember 13. – Arnold Schönberg osztrák zeneszerző († 1951)
- október 8. – gróf Bethlen István politikus, Magyarország miniszterelnöke († 1946)
- október 13. – Klekl József magyarországi szlovén vezető, a Szlovenszka krajina megteremtésére tett tervezet készítője († 1948)
- október 20. – Biró Zoltán magyar erdőmérnök, miniszteri tanácsos, felsőházi tag († 1954)
- október 25. – Farkasfalvi Farkas Géza magyar huszáralezredes, földbirtokos, a tiszáninneni református egyházkerület főgondnoka, országgyűlési képviselő, felsőházi tag († 1950)
- november 1. – Szalima Masamba mohéli királynő († 1964)
- november 1. – Temesváry Imre magyar mérnök, földbirtokos, gazdaságpolitikus, országgyűlési képviselő († 1954)
- november 2. – Prónay Pál magyar katonatiszt († 1946)
- november 27.
  - Háim Weizmann biokémikus, Izrael állam első elnöke († 1952)
  - Joó Béla szentesi festőművész († 1909)
- november 29. – António Egas Moniz Nobel-díjas portugál idegorvos és politikus († 1955)
- november 30. – Sir Winston Churchill brit államférfi († 1965)
- december 2. – Kiss Lajos magyar római katolikus pap, apátkanonok, kormányfőtanácsos, felsőházi tag († 1944)
- december 16. – Simay Imre festő, szobrász, grafikus († 1955)
- december 20. – Taróczy Nándor magyar katonatiszt, hírszerző († 1973)

## Halálozások
- január 3. – Wysocki József honvéd tábornok (* 1809)
- február 13. – Alekszandr Nyikolajevics Lüders orosz cári tábornok (* 1790)
- február 23. – Csatskó Imre magyar ügyvéd, bölcsész (* 1804)
- február 27. – Lázár Kálmán ornitológus, újságíró, az MTA tagja (* 1827)
- március 11. – Moritz Hermann von Jacobi(wd) német-orosz mérnök, fizikus (* 1801)
- április 4. – Dienes Lajos nevelő, költő, újságíró (* 1816)
- november 3. – Szaitz Antal magyar római katolikus plébános (* 1799)
- ősz – Angyal Anna magyar zsidó írónő (* 1848)
- december 7. – Rosti Pál földrajztudós, néprajztudós, fotográfus, az MTA levelező tagja (* 1830)
- december 9. – Reitter Ferenc magyar mérnök, az MTA lev. tagja (* 1813)
- december 29. – Fedák Ferenc Orbán premontrei rendi pap, tanár, költő (* 1813)
- december – Ang Mei kambodzsai királynő (* 1815)